# Concrete and Gold
Albums de Foo Fighters
Saint Cecilia
(2015) Medicine at Midnight
(2021)
Singles
1. Run
Sortie : 1er juin 2017
2. The Sky Is a Neighborhood
Sortie : 23 août 2017

Concrete and Gold est le neuvième album studio du groupe américain de rock alternatif Foo Fighters, sorti le 15 septembre 2017 sur le label RCA Records et produit par Greg Kurstin.

## Genèse

### Contexte
Foo Fighters est né en réaction au suicide du leader de Nirvana Kurt Cobain, en avril 1994. Le batteur du groupe, Dave Grohl, souhaite exorciser par la musique la mort de son camarade : il enregistre seul l'album Foo Fighters au mois d'octobre, avant que Capitol Records (avec qui il vient de signer) ne le pousse à fonder un nouveau groupe autour de ce projet. Il fait appel au bassiste Nate Mendel et au batteur William Goldsmith, tous deux issus du groupe Sunny Day Real Estate, ainsi qu'au guitariste Pat Smear, qui a joué avec Nirvana sur scène. Ils produisent un an plus tard le premier album studio des Foo Fighters en tant que groupe, The Colour and the Shape, mais Goldsmith quitte la formation lors de l'enregistrement, ce qui n'empêche pas le disque, puis la tournée, d'être un succès, provoquant le départ de Smear, épuisé par les concerts. L'arrivée du batteur Taylor Hawkins permet à Grohl de se concentrer davantage sur le chant et après un troisième album au succès moindre, There Is Nothing Left to Lose, Chris Shiflett intègre à son tour le groupe lors de la tournée qui suit. Le quatuor enchaîne dès lors les succès avec One by One en 2002, In Your Honor (un double album qui comporte un disque de chansons rock et un disque acoustique) en 2005, Skin and Bones (album live de la tournée acoustique pendant laquelle Smear fait son retour) en 2006 et Echoes, Silence, Patience and Grace (mélange de chansons rock et de ballades mélodieuses) en 2007.
Après la tournée de promotion de ce dernier, Foo Fighters s'accorde une pause et publie la compilation Greatest Hits en 2009, avec deux morceaux inédits (Wheels et Word Forward) produits par Butch Vig, avec qui Grohl a déjà travaillé à l'époque de Nirvana sur l'album Nevermind. Le groupe revient alors aux fondamentaux afin d'exprimer l'essence même de leur musique, enregistrant dans le garage de Grohl en Californie, en analogique et de nouveau avec Vig. Wasting Light sort au printemps 2011, accompagné peu après par le documentaire Back and Forth sur leur carrière,. Après une tournée mondiale d'un an et demi, Foo Fighters annonce une pause à durée indéterminée en octobre 2012. Cependant, ils commencent à travailler sur leur nouvel album six mois plus tard.
Après son documentaire sur l'histoire des studios Sound City, Grohl souhaite répéter l'expérience pour l'enregistrement de l'album puisqu'il estime que « coupler musique et documentaire donne de la substance et de la profondeur aux chansons, ce qui accroit la connexion émotionnelle » et « plutôt que de simplement marcher dans un studio pour en évoquer ses souvenirs, je voudrais parcourir les États-Unis afin d'en raconter leur histoire »,. Ils s'arrêtent alors dans huit villes américaines (Chicago, Austin, Nashville, Los Angeles, Seattle, La Nouvelle-Orléans, Washington et New York) pour explorer l'héritage musical et culturel de celles-ci et interviewent ainsi en parallèle un certain nombre de personnalités musicales locales, telles que Paul Stanley, Ian MacKaye, Nancy Wilson et Joe Walsh, pour la réalisation d'une série télévisée diffusée par  HBO. Foo Fighters célèbre donc son vingtième anniversaire avec la sortie de Sonic Highways le 10 novembre 2014, en plus de la série homonyme,. La tournée pour en faire la promotion les voit se produire sur les cinq continents, être ambassadeurs du Record Store Day (où ils publient le maxi Songs from the Laundry Room), clôturer la dernière du Late Show with David Letterman, en annuler une partie quand Grohl se casse la jambe sur scène à Göteborg à la mi-juin avant de la poursuivre sur un trône,, puis de l'arrêter définitivement après les attentats du 13 novembre 2015 en France. Pour « célébrer la vie par la musique », ils sortent dix jours plus tard Saint Cecilia, un nouveau maxi initialement prévu pour remercier leurs fans, et annoncent une nouvelle pause à durée indéterminée afin de se reposer.

## Parution et accueil

### Sortie et promotion
Le premier single, Run, est publié le 1er juin 2017.

### Accueil critique
L'accueil médiatique de Concrete and Gold est globalement positif, obtenant un score de 72% sur la base de vingt-neuf analyses collectées par le site agrégateur Metacritic. L'A.V. Club le décrit ainsi comme « un hommage et une preuve d'amour de Foo Fighters à l'histoire du rock, qui donne une nouvelle vie au groupe », « un album pour les fans de rock et les rock stars: Foo Fighters figurent parmi les meilleurs des deux ». PopMatters  et Mojo abondent dans ce sens, le premier le qualifiant de « meilleur album de leur carrière, une avancée artistique qui marque avec un peu de chance le début d'une nouvelle ère excitante dans l'odyssée musicale du groupe », tandis que le second le considère comme « leur album le plus envoûtant à l'heure actuelle, dans la conception et l’exécution ». Pour le NME, c'est un « disque qui comporte leurs chansons les plus dynamiques et impressionnantes depuis de nombreuses années ». Le Classic Rock le voit d'ailleurs comme « l'album des Foo le plus abouti de la décennie ». Kerrang! conseille simplement de « savourer cette heure de ce magistral bœuf au parfum des années 1970 ».
Uncut admet que « c'est totalement ce qu'il attendait, du frisson à toute vitesse, mais qu'il y a plus intéressant et atypique sur les tortueux The Sky Is the Neighborhood et The Sunday Rain ». Le Rolling Stone ajoute que « la stabilité a toujours été la signature de Grohl depuis la naissance du groupe, mais musicalement et émotionnellement, Concrete and Gold est leur album le plus équilibré jusqu'à maintenant ». Spin partage cet avis, expliquant que « Grohl et ses amis n'ont jamais cherché à écrire le gospel du rock moderne, ils ne cherchent qu'à le prêcher, en le martelant dans nos têtes avec des mélodies prenantes et hymniques ». En conséquence, le magazine reconnaît qu'« il y a toujours du positif et du négatif sur leurs albums », mais « ce neuvième album a suffisamment de matière pour contenter tout le monde ». Pour Stephen Thomas Erlewine, d'AllMusic, « les Foo Fighters montrent qu'ils aiment la lumière et l'ombre, la fureur et le silence, chaque changement de variation qu'ils peuvent faire avec leurs instruments » et considère que « c'est rafraîchissant d'entendre les Foo embrasser la conclusion logique et éclatante de l'allégeance de Grohl aux vraies valeurs du rock ». Le New York Times cite les Pink Floyd, Led Zeppelin et les Beatles comme « les influences claires qu'ils affichent si ouvertement », faisant d'eux « de très sérieux et compétents disciples plutôt que des pionniers ».
Certaines critiques, comme celle du magazine Q, sont moins favorables: « c'est un album direct, qui ne délivre sa somptuosité et sa puissance maximum que par moments ». Du côté de MusicOMH, l'accueil est également mitigé: « après avoir stagné pendant si longtemps, c'est une petite avancée pour Foo Fighters. Du progrès au mieux ». Pour Pitchfork, « il y a de bons et de mauvais albums des Foo Fighters; Concrete and Gold en est un très bon, et dans deux ans, il y en aura sûrement un autre » mais considère que « Grohl a répété tout le long de sa carrière que le rock peut transcender et changer des vies, mais que sa propre musique envoie un message bien différent et bien plus triste ». Les journaux britanniques The Observer, The Daily Telegraph, The Independent et The Guardian partagent la même vision et estiment que l'album est « ambitieux et divertissant », « avec du volume et de la consistance », qui « permet de conserver de l'intérêt pour le groupe », mais qu'il « manque de fondations: des structures nouvelles, modernes et risquées plutôt qu'un hommage aux Beatles », « une collection de chansons de la qualité d'Oasis » qui « est loin de pouvoir tenir la comparaison avec Sgt. Pepper's »,,,. Consequence of Sound ajoute qu'on « attend plus de Grohl qu'un énième album des Foo Fighters, mais qu'il fasse enfin un objet d'art. D'autant plus qu'il est libre financièrement et musicalement de faire ce qu'il veut » et conclut en espérant que « peut-être que la prochaine fois, il chantera quelque chose de politique, de controversé. Il est temps qu'il prenne un risque ». Sputnikmusic admet que « les paroles sont meilleures, les chansons moins ennuyeuses » mais qu'il devient aussi « de plus en plus difficile de les défendre d'être des papas du rock ». Drowned in Sound regrette qu'il « manque une ligne directrice à cet album » et précise que « même si les trois précédents avaient leurs problèmes, on percevait ce qui les motivait, aussi superficiel que ça pouvait être sur Sonic Highways et ses villes traversées, mais ici, les morceaux sont clairement composés pour être joués en public ».

### Succès commercial
Avec 127 000 exemplaires (dont 120 000 disques) vendus la première semaine aux États-Unis, Concrete and Gold entre directement en tête du Billboard 200, ainsi que des Top Alternative, Top Rock Albums et Top Hard Rock Albums. Les 61 000 copies (tout format) écoulées au Royaume-Uni le classent aussi premier de l'UK Albums Chart. Il occupe la même position en Australie, en Autriche, en Flandre, au Canada, en Écosse, en Irlande, en Norvège, en Nouvelle-Zélande, aux Pays-Bas, en République tchèque et en Suisse. Il ne prend que la quatorzième place en France. Ce succès lui permet d'être certifié disque de platine en Australie, et disque d'or au Canada, en Nouvelle-Zélande et au Royaume-Uni,.
Indirectement nommé dans trois catégories pour la 60e cérémonie des Grammy Awards fin janvier 2018 (Run pour les Grammy Awards de la meilleure prestation rock et de la meilleure chanson rock, et Greg Kurstin pour celui du producteur non-classique de l'année), Concrete and Gold obtient les deux dernières récompenses. L'album est également en 27e position du classement des « meilleurs albums de l'année 2017 » par NME. Virgin Radio le place second de son classement des « meilleurs albums rock de 2017 » derrière Songs of Experience de U2, le décrivant comme « un album incisif comme on les aime mais qui parfois, tend vers le blues ». La radio ajoute que « c'est l'un de [leurs] meilleurs disques, l'un des plus marquants de l'année ». Lors de la cérémonie des Brit Awards 2018 tenue le 21 février, Foo Fighters est désigné « groupe international » devant Arcade Fire, LCD Soundsystem, Haim et The Killers.

### Classements et certifications
| Classement musical                 | Meilleure position |
| ---------------------------------- | ------------------ |
| Allemagne (Media Control AG)       | 2                  |
| Australie (ARIA)                   | 1                  |
| Autriche (Ö3 Austria Top 40)       | 1                  |
| Belgique (Flandre Ultratop)        | 1                  |
| Belgique (Wallonie Ultratop)       | 4                  |
| Canada (Canadian Albums)           | 1                  |
| Danemark (Tracklisten)             | 2                  |
| Écosse (OCC)                       | 1                  |
| Espagne (Promusicae)               | 3                  |
| États-Unis (Billboard 200)         | 1                  |
| États-Unis (Alternative Albums)    | 1                  |
| États-Unis (Top Rock Albums)       | 1                  |
| États-Unis (Hard Rock Albums)      | 1                  |
| Finlande (Suomen virallinen lista) | 3                  |
| France (SNEP)                      | 7                  |
| Grèce (IFPI)                       | 6                  |
| Hongrie (Mahasz)                   | 6                  |
| Irlande (IRMA)                     | 1                  |
| Italie (FIMI)                      | 2                  |
| Mexique (AMPROFON)                 | 13                 |
| Norvège (VG-lista)                 | 1                  |
| Nouvelle-Zélande (RIANZ)           | 1                  |
| Pays-Bas (Mega Album Top 100)      | 1                  |
| Pologne (ZPAV)                     | 5                  |
| Portugal (AFP)                     | 2                  |
| Tchéquie (IFPI)                    | 1                  |
| Royaume-Uni (UK Albums Chart)      | 1                  |
| Royaume-Uni (UK Rock and Metal)    | 1                  |
| Suède (Sverigetopplistan)          | 2                  |
| Suisse (Schweizer Hitparade)       | 1                  |

| Pays                    | Ventes    | Certifications |
| ----------------------- | --------- | -------------- |
| Australie (ARIA)        | 70 000 +  | Platine        |
| Canada (Music Canada)   | 40 000 +  | Or             |
| Italie (FIMI)           | 25 000 +  | Or             |
| Nouvelle-Zélande (RMNZ) | 7 500 +   | Or             |
| Pologne (ZPAV)          | 10 000 +  | Or             |
| Royaume-Uni (BPI)       | 100 000 + | Or             |
| Suisse (IFPI Suisse)    | 10 000 +  | Or             |

### Tournées
Comme pour les précédents, Foo Fighters se lance dans une tournée mondiale pour faire la promotion de son neuvième album studio. Simplement dénommée Concrete and Gold World Tour, celle-ci débute plusieurs mois avant la sortie du disque en Europe. Ainsi, le groupe se produit dès le 16 juin 2017 sur la scène du Secret Solstice, à Reykjavik (Islande), puis sur la plage de Hietaniemi à Helsinki (Finlande), sur l'île de Lucavsala, en Lettonie, à la Papp László Budapest Sportaréna en Hongrie, à l'O2 Arena de Prague (République tchèque), à l'AccorHotels Arena de Paris le 3 juillet en rattrapage du concert annulé à la suite des attentats du 13 novembre 2015 et jusqu'au 10 juillet à l'Odéon d'Hérode Atticus dans l'Acropole d'Athènes (Grèce). Ils participent entre-temps à plusieurs festivals renommés, dont le Glastonbury Festival au Royaume-Uni, celui de Roskilde au Danemark, le Rock Werchter en Belgique et le NOS Alive au Portugal.
Durant l'été, alors que le Lollapalooza est à Chicago, le groupe annonce un concert surprise le 4 août dans la petite salle du Metro Chicago (en), où ils jouent pendant trois heures et demi. La formation s'envole ensuite pour le Japon afin d'être au Summer Sonic Festival les 19 et 20 août, respectivement à Osaka et Tokyo. Ils restent ensuite en Asie pour jouer à Séoul (Corée du Sud) le 22, Bangkok (Thaïlande) le 24 et Singapour le 26, où ils n'avaient plus été depuis 1996. Ils reviennent en Europe pendant le mois de septembre avec un passage au Lollapalooza Berlin (Allemagne) le 10, avant de fêter la sortie de Concrete and Gold par plusieurs concerts confidentiels : le 14 à Stockholm (Suède), le 16 à Barcelone (Espagne) et le 19 à l'O2 Arena de Londres, avec la participation de Rick Astley pour la reprise de Never Gonna Give You Up,. Le 21 septembre, ils participent au concert donné au Royal Albert Hall pour célébrer les 25 ans de l'émission Later... with Jools Holland.
Le 7 octobre, ils sont en tête d'affiche du Cal Jam '17 à San Bernardino, leur propre festival créé avec Queens of the Stone Age en référence au California Jam, festival des années 1970 qui réunissait les meilleurs groupes de rock de l'époque (Black Sabbath, Deep Purple et Aerosmith notamment). Après une première soirée réservée à certains invités par iHeartRadio le 11 octobre, Foo Fighters inaugure le lendemain The Anthem (en) devant 6 000 personnes, une nouvelle salle à Washington. Le groupe parcourt ensuite les États-Unis pour faire la promotion de son album depuis Richmond le 14 octobre à Salt Lake City le 12 décembre, avec vingt-cinq dates au programme. Les concerts de Lexington, Nashville et Memphis sont reportés à cause d'« une urgence familiale ». Ils concluent 2017 en fêtant le réveillon de la Saint-Sylvestre au Cosmopolitan of Las Vegas avec Duran Duran, French Montana, DJ Mustard, Galantis et le Zac Brown Band.
La formation prévoit un début d'année 2018 en Océanie, avec cinq dates du 20 au 30 janvier en Australie, un concert le 3 février à Auckland (Nouvelle-Zélande) et une première partie assurée par Weezer. Une tournée commune avec Queens of the Stone Age se fait ensuite au Brésil et en Argentine sur la fin février et le début du mois de mars. Après une pause d'un mois et demi, Foo Fighters revient aux États-Unis en avril et début mai pour une dizaine de concerts, dont les trois reportés en octobre,. Le groupe fait son retour en Europe au mois de juin pour plusieurs festivals tels que les Rock am Ring, Pinkpop et Download Festival, qui se tient sur la base aérienne 217 de Brétigny-sur-Orge, au sud de Paris. Ils se produisent ensuite à l'Etihad Stadium de Manchester, puis deux fois au stade olympique de Londres, avant de retourner en Amérique du Nord du 7 juillet au 23 octobre, clôturant au passage la deuxième édition du Cal Jam le 6 octobre,,. Ils donnent ainsi une centaine de concerts sur quatre continents pendant dix-sept mois.

## Fiche technique

### Liste des chansons
Toutes les chansons sont écrites et composées par Foo Fighters.
| No  | Titre                        | Durée |
| --- | ---------------------------- | ----- |
| 1.  | T-Shirt                      | 1:22  |
| 2.  | Run                          | 5:23  |
| 3.  | Make It Right                | 4:39  |
| 4.  | The Sky Is a Neighborhood    | 4:04  |
| 5.  | La Dee Da                    | 4:02  |
| 6.  | Dirty Water                  | 5:20  |
| 7.  | Arrows                       | 4:26  |
| 8.  | Happy Ever After (Zero Hour) | 3:41  |
| 9.  | Sunday Rain                  | 6:11  |
| 10. | The Line                     | 3:38  |
| 11. | Concrete and Gold            | 5:31  |

### Crédits
Les informations proviennent du livret fourni avec l'édition 2017 du CD.
| Foo Fighters - Dave Grohl : chant, guitare rythmique, guitare acoustique sur Happy Ever After (Zero Hour) - Pat Smear : guitare rythmique - Nate Mendel : basse - Taylor Hawkins : batterie, percussions et chœurs, chant sur Sunday Rain - Chris Shiflett : guitare solo - Rami Jaffee : claviers, piano, synthétiseur, mellotron, orgue, Casio SK-1 (en), ARP String Ensemble, clavinet, wurlitzer, harmonium, orgue Hammond, moog Musiciens additionnels - Taylor Greenwood : chœurs sur T-Shirt - Greg Kurstin : piano sur Run, synthétiseur sur Dirty Water, ARP String Ensemble, piano et vibraphone sur Arrows, synthétiseur sur Sunday Rain, synthétiseur et vibraphone sur Sunday Rain - Alison Mosshart : chœurs sur The Sky Is a Neighborhood et La Dee Da - Rachel Grace et Ginny Luke : violon sur The Sky Is a Neighborhood - Thomas Lea : alto sur The Sky Is a Neighborhood - Kinga Bacik : violoncelle sur The Sky Is a Neighborhood - Dave Koz (en) : saxophone sur La Dee Da - Inara George : chant sur Dirty Water - Jessy Greene : violon sur Happy Ever After (Zero Hour) et The Line, violoncelle sur Concrete and Gold - Paul McCartney : batterie sur Sunday Rain - Shawn Stockman (en) : chant sur Concrete and Gold | - Greg Kurstin et Foo Fighters : production - Darrell Thorp : mixage - Darrell Thorp, Alex Pasco, Julian Burg, Samon Rajabnik et Brendan Dekora : ingénierie du son - Chaz Sexton : assistant ingénieur du son - Darrell Thorp et David Ives : matriçage - Brantley Gutierrez : photographie - Andy Carne : design et artwork |

### Ouvrages
1. ↑  (en) Jeff Apter, The Dave Grohl Story, Omnibus Press, 1er décembre 2007, 288 p. (ISBN 1846097622 et 978-1846097621), p. 256–260
2. ↑  (en) Concrete and Gold, Foo Fighters, 2017, Livret album, RCA Records, 8898-545601-2

### Articles de presse
1. ↑  (en) Paul Brannigan, « Kerrang's 50 albums you need to hear in 2011 - Foo Fighters (Interview) », Kerrang!,‎ décembre 2010
2. ↑  (en) Mikael Wood, « Rock Of Ages », Nylon Guys,‎ mai 2011 (lire en ligne)
3. ↑  (en) « PREVIEW: FOO FIGHTERS MAKING MUSIC TO BREAK INTO CARS TO », Q,‎ novembre 2010 (lire en ligne)
4. 1 2  (en) « Foo Fighters - Concrete and Gold review », Q,‎ octobre 2017, p. 102
5. 1 2  (en) « Foo Fighters - Concrete and Gold review », Mojo,‎ octobre 2017, p. 88
6. 1 2  (en) « Foo Fighters - Concrete and Gold review », Kerrang!,‎ 9 septembre 2017, p. 50
7. 1 2  (en) « Foo Fighters - Concrete and Gold », Uncut,‎ novembre 2017, p. 26

### Autres sources
1. 1 2   [vidéo][documentary] « Back and Forth », James Moll, 2011, RCA
2. ↑  (en) « analyse d'Echoes, Silence, Patience and Grace », sur allmusic.com (consulté le 10 mai 2012)
3. ↑  (en) « New Foo Fighters Documentary 'Back And Forth' Traces Band's Entire Career », sur rollingstone.com (consulté le 17 mai 2014)
4. ↑  (en) « Foo Fighters Discuss 'Back and Forth' Documentary at SXSW », sur billboard.com (consulté le 17 mai 2014)
5. ↑  (en) « Dave Grohl Confirms Foo Fighters Hiatus », sur rollingstone.com (consulté le 25 mai 2014)
6. ↑  (en) « Dave Grohl: 'Foo Fighters to begin work on new album this week' - NME », sur nme.com (consulté le 17 août 2017)
7. ↑  (en) « Dave Grohl on Foo Fighters’ new album: we didn’t want to “make some crazy, bleak Radiohead record” », sur consequenceofsound.net (consulté le 18 août 2017)
8. 1 2  (en) « Rock Hall of Fame: Dave Grohl on Nirvana Honors, Reuniting with Courtney Love: 'It Was Beautiful' (Q&A) », sur hollywoodreporter.com (consulté le 18 août 2017)
9. ↑  (en) « Foo Fighters’ Dave Grohl is getting his own TV show - News - Alternative Press », sur altpress.com (consulté le 22 août 2017)
10. ↑  (en) « Rolling Stone Australia - Foo Fighters: Pat Smear », sur rollingstoneaus.com (consulté le 26 septembre 2017)
11. ↑  (en) « RECORD STORE DAY - SpecialRelease », sur recordstoreday.com (consulté le 8 août 2017)
12. ↑  (en) « Foo Fighters: David Letterman performance of Everlong ends Late Night », sur ew.com (consulté le 25 août 2017)
13. ↑  (en) « Foo Fighters Cancel European Tour After Dave Grohl's Leg Surgery », sur billboard.com (consulté le 8 août 2017)
14. ↑  (en) « Foo Fighters Plot Massive U.S. Tour - Rolling Stone », sur rollingstone.com (consulté le 2 janvier 2016)
15. ↑  (en) « Foo Fighters Cancel European Tour Following Paris Terror Attacks - Rolling Stone », sur rollingstone.com (consulté le 9 août 2017)
16. ↑  (en) « Foo Fighters Drop Surprise Free EP 'Saint Cecilia' », sur rollingstone.com (consulté le 2 janvier 2016)
17. 1 2  (en) « Critic Reviews for Concrete and Gold - Metacritic », sur metacritic.com (consulté le 18 septembre 2017)
18. 1 2  (en) Alexis Petridis, « Foo Fighters: Concrete and Gold review – Beatles versus Slayer in fight against mid-career blandness », The Guardian (consulté le 18 septembre 2017)
19. 1 2  (en) Leonie Cooper, « Foo Fighters - 'Concrete and Gold' Album Review - NME », NME (consulté le 18 septembre 2017)
20. 1 2  (en) Chris Gerard, « Foo Fighters: Concrete and Gold », PopMatters (consulté le 18 septembre 2017)
21. 1 2  (en) Stephen Thomas Erlewine, « Concrete and Gold - Foo Fighters », AllMusic (consulté le 18 septembre 2017)
22. 1 2  (en) Gwen Ihnat, « Foo Fighters’ latest record wears its classic-rock heart on its sleeve », A.V. Club (consulté le 18 septembre 2017)
23. 1 2  (en) Joe Goggins, « Album Review: Foo Fighters - Concrete and Gold / Releases / Releases // Drowned In Sound », Drowned in Sound (consulté le 18 septembre 2017)
24. 1 2  (en) Kitty Empire, « Foo Fighters: Concrete and Gold review – no reinventions, no crises of faith », The Observer (consulté le 18 septembre 2017)
25. 1 2  (en) Stuart Berman, « Foo Fighters: Concrete and Gold », Pitchfork (consulté le 18 septembre 2017)
26. 1 2  (en) Dan Weiss, « Foo Fighters – Concrete and Gold », Consequence of Sound (consulté le 18 septembre 2017)
27. 1 2  (en) Jon Dolan, « Review: Foo Fighters' 'Concrete and Gold' - Rolling Stone », Rolling Stone (consulté le 18 septembre 2017)
28. 1 2  (en) Zoe Camp, « Review: Foo Fighters - 'Concrete and Gold' », Spin (consulté le 21 août 2017)
29. 1 2  (en) Elliott S. Edwards, « Review: Foo Fighters - Concrete and Gold », Sputnikmusic (consulté le 18 septembre 2017)
30. 1 2  (en) Andy Gill, « Album reviews: Benjamin Clementine - I Tell A Fly, Foo Fighters - Concrete And Gold, Yusuf/Cat Stevens - The Laughing Apple », The Independent (consulté le 18 septembre 2017)
31. 1 2  (en) Andy Baber, « Foo Fighters – Concrete and Gold », musicOMH (consulté le 18 septembre 2017)
32. 1 2  (en) Jon Pareles, « Foo Fighters Stand Up for the Power of Rock (Again) on ‘Concrete and Gold’ - The New York Times », The New York Times (consulté le 18 septembre 2017)
33. ↑  (en) « Foo Fighters - Concrete And Gold album review - Classic Rock », Classic Rock (consulté le 10 octobre 2017)
34. ↑  (en) « Foo Fighters, Concrete and Gold, review: overly familiar, despite the presence of a Beatle », The Daily Telegraph (consulté le 24 octobre 2017)
35. ↑  (en) « Foo Fighters Score Second No. 1 Album on Billboard 200 With 'Concrete and Gold' », sur billboard.com (consulté le 26 septembre 2017)
36. 1 2  (en) Foo Fighters - Chart history – Billboard. Billboard Alternative Albums. Prometheus Global Media.
37. 1 2  (en) Foo Fighters - Chart history – Billboard. Billboard Top Rock Albums. Prometheus Global Media.
38. 1 2  (en) Foo Fighters - Chart history – Billboard. Billboard Hard Rock Albums. Prometheus Global Media.
39. ↑  (en) « Foo Fighters secure their fourth UK Number 1 album », sur officialcharts.com (consulté le 26 septembre 2017)
40. 1 2  (en) Australian-charts.com – Foo Fighters – Concrete and Gold. ARIA Top 50 album. Hung Medien.
41. 1 2  (de) Austriancharts.at – Foo Fighters – Concrete and Gold. Ö3 Austria Top 40. Hung Medien.
42. 1 2  (nl) Ultratop.be – Foo Fighters – Concrete and Gold. Ultratop 200 albums. Ultratop et Hung Medien / hitparade.ch.
43. 1 2  (en) Foo Fighters - Chart history – Billboard. Canadian Albums Chart. Prometheus Global Media.
44. 1 2  (en) Archive Chart. Top 40 Scottish Albums. The Official Charts Company.
45. 1 2  (en) GfK Chart-Track. Irish Albums Chart. Irish Recorded Music Association.
46. 1 2  (en) Norwegiancharts.com – Foo Fighters – Concrete and Gold. VG-lista. Hung Medien.
47. 1 2  (en) Charts.org.nz – Foo Fighters – Concrete and Gold. RIANZ. Hung Medien.
48. 1 2  (nl) Dutchcharts.nl – Foo Fighters – Concrete and Gold. Mega Album Top 100. Hung Medien.
49. 1 2  (cs) ČNS IFPI. Note: Insérer 201738 dans la liste déroulante. Hitparáda – Albums Top100 Oficiální. IFPI Czech Republic.
50. 1 2  (en) Swisscharts.com – Foo Fighters – Concrete and Gold. Schweizer Hitparade. Hung Medien.
51. 1 2  Lescharts.com – Foo Fighters – Concrete and Gold. SNEP. Hung Medien.
52. 1 2  (en) « ARIA Australian Top 50 Albums », sur ariacharts.com.au (consulté le 24 octobre 2017)
53. 1 2  (en) « Gold/Platinum - Music Canada », sur musiccanada.com (consulté le 27 décembre 2017)
54. 1 2  (en) « NZ Top 40 Albums Chart », sur nztop40.co.nz (consulté le 24 octobre 2017)
55. 1 2  (en) « BPI Awards - bpi », sur bpi.co.uk (consulté le 28 septembre 2017)
56. ↑  (en) « See The Full List Of 60th GRAMMY Nominees », sur grammy.com (consulté le 30 novembre 2017)
57. ↑  (en) « 60th Annual GRAMMY Awards », sur grammy.com (consulté le 29 janvier 2018)
58. ↑  (en) « NME’s Albums of The Year 2017 - NME », sur nme.com (consulté le 30 novembre 2017)
59. ↑  « U2, Foo Fighters... les meilleurs albums rock de 2017 selon la rédac' », sur virginradio.fr (consulté le 28 décembre 2017)
60. ↑  (en) « Brit Awards 2018 Winners: The Full List », sur billboard.com (consulté le 22 février 2018)
61. ↑  (de) Charts.de – Foo Fighters – Concrete and Gold. GfK Entertainment. PhonoNet GmbH.
62. ↑  Ultratop.be – Foo Fighters – Concrete and Gold. Ultratop 200 albums. Ultratop et Hung Medien / hitparade.ch.
63. ↑  (da) Danishcharts.com – Foo Fighters – Concrete and Gold. Tracklisten. Hung Medien.
64. ↑  (en) Spanishcharts.com – Foo Fighters – Concrete and Gold. Top 100 álbumes. Hung Medien.
65. ↑  (en) Foo Fighters - Chart history – Billboard. Billboard 200. Prometheus Global Media.
66. ↑  (fi) Finnishcharts.com – Foo Fighters – Concrete and Gold. Suomen virallinen lista. Hung Medien.
67. ↑  (en) Greekcharts.com – Foo Fighters – Concrete and Gold. IFPI. Hung Medien.
68. ↑  (hu) [zene.slagerlistak.hu/top-40-album-dvd-es-valogataslemez-lista/2017/38 Top 40 album-, DVD- és válogatáslemez-lista – 2017. 38. hét]. Mahasz. Magyar Hanglemezkiadók Szövetsége.
69. ↑  (en) Italiancharts.com – Foo Fighters – Concrete and Gold. FIMI. Hung Medien.
70. ↑  (en) Mexicancharts.com – Foo Fighters – Concrete and Gold. AMPROFON. Hung Medien.
71. ↑  (pl) Oficjalna lista sprzedaży. OLIS. ZPAV.
72. ↑  (en) Portuguesecharts.com – Foo Fighters – Concrete and Gold. AFP. Hung Medien.
73. ↑  (en) Official Albums Chart Top 100. UK Albums Chart. The Official Charts Company.
74. ↑  (en) « Official Rock & Metal Albums Chart Top 40 29 December 2017 - 04 January 2018 » (consulté le 19 mai 2021)
75. ↑  (en) Swedishcharts.com – Foo Fighters – Concrete and Gold. Sverigetopplistan. Hung Medien.
76. ↑  (it) « Certificazioni - Foo Fighters », sur fimi.it (consulté le 14 janvier 2019)
77. ↑  (pl) « ZPAV :: Bestsellery i wyróżnienia - Wyróżnienia - Złote płyty CD - Archiwum », sur bestsellery.zpav.pl (consulté le 21 février 2019)
78. ↑  (en) « The Official Swiss Charts and Music Community », sur swisscharts.com (consulté le 14 janvier 2019)
79. ↑  (en) « The First Secret Solstice 2017 Lineup Announcement Is Here! – Secret Solstice 2018 », sur secretsolstice.is (consulté le 27 décembre 2017)
80. 1 2 3  (en) « Foo Fighters mash-up », sur radiox.co.uk (consulté le 27 décembre 2017)
81. ↑  (hu) « Foo Fighters - Budapest, 2017. június 26. - Shock! », sur shockmagazin.hu (consulté le 27 décembre 2017)
82. ↑  (en) « Foo Fighters to play Prague », sur prague.tv (consulté le 27 décembre 2017)
83. ↑  « 3 juillet 2017, les Foo Fighters reviennent dans l'arène - Rolling Stone », sur rollingstone.fr (consulté le 27 décembre 2017)
84. ↑  (en) « Foo Fighters announce new concert film recorded on the Acropolis of Athens », sur consequenceofsound.net (consulté le 27 décembre 2017)
85. ↑  (en) « 2017 », sur glastonburyfestivals.co.uk (consulté le 27 décembre 2017)
86. ↑  (en) « Roskilde Festival 2018 line-up – Roskilde Festival », sur roskilde-festival.dk (consulté le 27 décembre 2017)
87. ↑  « Line up - Rock Werchter 2017 », sur rockwerchter.be (consulté le 27 décembre 2017)
88. ↑  (en) « 2017 - NOS Alive Festival », sur nosalive.com (consulté le 27 décembre 2017)
89. ↑  (en) « Foo Fighters announce intimate club show during Lollapalooza », sur consequenceofsound.net (consulté le 27 décembre 2017)
90. ↑  (en) « Foo Fighters' Epic Surprise Chicago Show: Live Recap », sur billboard.com (consulté le 27 décembre 2017)
91. 1 2  (en) « Foo Fighters to perform in Asia this August - Entertainment - The Jakarta Post », sur thejakartapost.com (consulté le 27 décembre 2017)
92. ↑  (en) « Foo Fighters – Lollapalooza Berlin », sur lollapaloozade.com (consulté le 27 décembre 2017)
93. ↑  « On était au concert ultra-secret des Foo Fighters à Stockholm ! - Le Point », sur lepoint.fr (consulté le 27 décembre 2017)
94. ↑  (es) « Foo Fighters ofrecerán un secret show en Barcelona (2017) », sur mondosonoro.com (consulté le 27 décembre 2017)
95. ↑  (en) « Foo Fighters wow The O2 with epic comeback set, covers and Rick Astley collaboration - NME », sur nme.com (consulté le 27 décembre 2017)
96. ↑  (en) « Watch highlights: Foo Fighters, Van Morrison and Gregory Porter celebrate 25 years of Later... with Jools Holland — Royal Albert Hall », sur royalalberthall.com (consulté le 27 décembre 2017)
97. 1 2  (en) « Foo Fighters' Cal Jam Fest to Return in 2018 - Rolling Stone », sur rollingstone.com (consulté le 28 décembre 2017)
98. ↑  (en) « Foo Fighters Play New D.C. Venue The Anthem: Live Recap », sur billboard.com (consulté le 28 décembre 2017)
99. ↑  (en) « Foo Fighters announce new album, ‘Concrete And Gold’ - News - Alternative Press », sur altpress.com (consulté le 27 décembre 2017)
100. 1 2  (en) « Foo Fighters cancel shows due to "family emergency" as they extend tour - NME », sur nme.com (consulté le 28 décembre 2017)
101. ↑  (en) « Cosmopolitan of Las Vegas' New Year's Eve Bash Lineup: Foo Fighters, Duran Duran and More », sur billboard.com (consulté le 28 décembre 2017)
102. ↑  (en) « Foo Fighters and Weezer to tour together in Australia and New Zealand », sur consequenceofsound.net (consulté le 28 décembre 2017)
103. ↑  (en) « Foo Fighters and Queens of the Stone Age are touring South America together », sur consequenceofsound.net (consulté le 28 décembre 2017)
104. ↑  (en) « Foo Fighters announce 2018 summer tour dates, including shows at MSG, Fenway Park, and Wrigley Field », sur consequenceofsound.net (consulté le 28 décembre 2017)
105. ↑  (en) « Germany's Rock Am Ring and Rock Im Park announce massive 2018 line-up - NME », sur nme.com (consulté le 28 décembre 2017)
106. ↑  (nl) « FOO FIGHTERS EERSTE HEADLINER PINKPOP 2018 », sur pinkpop.nl (consulté le 28 décembre 2017)
107. ↑  « Download Festival Paris 2018 : les Foo Fighters rejoignent l'affiche - Sortiraparis.com », sur sortiraparis.com (consulté le 28 décembre 2017)
108. ↑  (en) « Foo Fighters announce massive 2018 UK shows - NME », sur nme.com (consulté le 28 décembre 2017)
109. ↑  (en) « Foo Fighters Extend Concrete and Gold Tour Into 2018 - Rolling Stone », sur rollingstone.com (consulté le 28 décembre 2017)
110. ↑  (en) « Foo Fighters postpone Calgary show due to illness », sur calgaryherald.com (consulté le 26 octobre 2018)